# Cyphostemma elisabethvilleanum
Cyphostemma elisabethvilleanum är en vinväxtart som först beskrevs av Jeanine Dewit, och fick sitt nu gällande namn av Descoings och Wild& R. B. Drumm.. Cyphostemma elisabethvilleanum ingår i släktet Cyphostemma och familjen vinväxter. Inga underarter finns listade i Catalogue of Life.